# Litohoșcea, Rojîșce
Litohoșcea (în ucraineană Літогоща) este localitatea de reședință a comunei Litohoșcea din raionul Rojîșce, regiunea Volînia, Ucraina.

## Demografie
Componența lingvistică a localității Litohoșcea
     Ucraineană (99,66%)
     Alte limbi (0,34%)
Conform recensământului din 2001, majoritatea populației localității Litohoșcea era vorbitoare de ucraineană (99,66%), existând în minoritate și vorbitori de alte limbi.